# SMS A 1
A 1 – niemiecki torpedowiec z okresu I wojny światowej. Pierwsza jednostka typu A 1. Okręt wyposażony w jeden kocioł parowy opalany węglem i trójcylindrową maszynę parową. Zapas paliwa 24,5 tony. Okręt wyposażono w stoczni AG Vulcan (kadłub zbudowano w innej stoczni). Okręt brał udział w patrolach na kanale La Manche. Po wojnie złomowany w 1922 roku.